# Иоганн Георг де Сакс
Иоганн Георг Саксонский, более известный как шевалье де Сакс (Johann Georg, Chevalier de Saxe; 21 августа 1704 — 25 февраля 1774) — саксонский военачальник, генерал-фельдмаршал.
Незаконный сын курфюрста Августа Саксонского и княгини Урсулы Любомирской. Единокровный брат другого саксонского генерал-фельдмаршала — графа Рутовского, а также французского фельдмаршала Морица Саксонского. Иоганн был легитимизирован отцом, первоначально носил титул принца Тешинского, затем именовался шевалье де Сакс.
Он рос во дворце матери в Дрездене, затем был отправлен в Бреслау, получал по желанию матери духовное образование, готовился вступить в ряды мальтийских рыцарей. В 1718 году поступил в иезуитскую семинарию в Риме. В 1724 году отец разрешил Иоганну покинуть семинарию и по примеру старшего брата Морица посвятить себя военной карьере. Шевалье де Сакс был отправлен в Люневиль, ко двору герцога Лотарингии, где вскоре чрезмерно увлёкся придворной жизнью и азартными играми, из-за чего оказался в долгах.
В начале Семилетней войны он был взят в плен пруссаками, после освобождения из плена был назначен главнокомандующим саксонской армией, директором Военной коллегии и дрезденским губернатором. Умер в 1774 году.